# 斑點薄鰍
斑點薄鰍為輻鰭魚綱鯉形目沙鰍科的其中一種，為亞熱帶淡水魚，分布於亞洲中國廣西錢江流域，為特有種，體長可達7.6公分，棲息在底中層水域，生活習性不明。

## 扩展阅读
維基物種上的相關：斑點薄鰍